# Kalkūnes pagasts
Kalkūnes pagasts er en territorial enhed i Daugavpils novads i Letland. Pagasten etableredes i 1864, havde 2.519 indbyggere i 2010 og omfatter et areal på 67,15 kvadratkilometer. Hovedbyen i pagasten er Kalkūni.